# آربون ولی، آیداهو
آربون ولی (به انگلیسی: Arbon Valley) یک منطقهٔ مسکونی در ایالات متحده آمریکا است که در شهرستان پاور، آیداهو واقع شده‌است. آربون ولی ۸۸٫۴ کیلومتر مربع مساحت و ۵۹۹ نفر جمعیت دارد.